# منزل الأحلام
منزل الأحلام (بالإنجليزية: Dream House)‏ هو فيلم إثارة تم إنتاجه في كندا والولايات المتحدة وصدر في سنة 2011. الفيلم من إخراج جيم شيريدان وكتابة ديفيد لويكا. من بطولة دانيال كريغ وريتشل وايز ونعومي واتس.

## القصة
تدور أحداث الفيلم حول ويل الرجل الناجح في عمله، والذي يحصل على فرصة عمل أفضل في نيويورك، ينتقل هو وعائلته إلى منزل هناك، يبدو وكأنه المنزل المثالى، لكن الواقع عكس ذلك، حيث تبدأ أرواح أصحاب المنزل الاصليين الذين قتلوا في المنزل في الماضى في الظهور على هيئة أشباح، هل ينجو ويل وعائلته من هذا المنزل أم يفقد أحد أفراد عائلته هناك.

## الميزانية والإيرادات
بلغت تكلفة إنتاج الفيلم حوالي 50 مليون دولار بينما حقق أرباحا تقدر بـ 38,502,340 دولار.

## وصلات خارجية
- منزل الأحلام على موقع IMDb (الإنجليزية)
- منزل الأحلام على موقع ميتاكريتيك (الإنجليزية)
- منزل الأحلام على موقع روتن توميتوز (الإنجليزية)
- منزل الأحلام على موقع نتفليكس (الإنجليزية)
- منزل الأحلام على موقع قاعدة بيانات الأفلام العربية
- منزل الأحلام على موقع ألو سيني (الفرنسية)
- منزل الأحلام على موقع أول موفي (الإنجليزية)
- منزل الأحلام على موقع بوكس أوفيس موجو (الإنجليزية)
- منزل الأحلام على موقع فيلمافينيتي (الإسبانية)
- منزل الأحلام على موقع قاعدة بيانات الفيلم (الإنجليزية)